# Brachymeria dentata
Brachymeria dentata är en stekelart som beskrevs av Rafi, Malik och M. Firoz Ahmed 1987. Brachymeria dentata ingår i släktet Brachymeria och familjen bredlårsteklar.
Artens utbredningsområde är Pakistan. Inga underarter finns listade.